# Ampedus quercicola
Ampedus quercicola är en skalbaggsart som först beskrevs av François du Buysson 1887.  Ampedus quercicola ingår i släktet Ampedus, och familjen knäppare. Arten har ej påträffats i Sverige.

## Bildgalleri

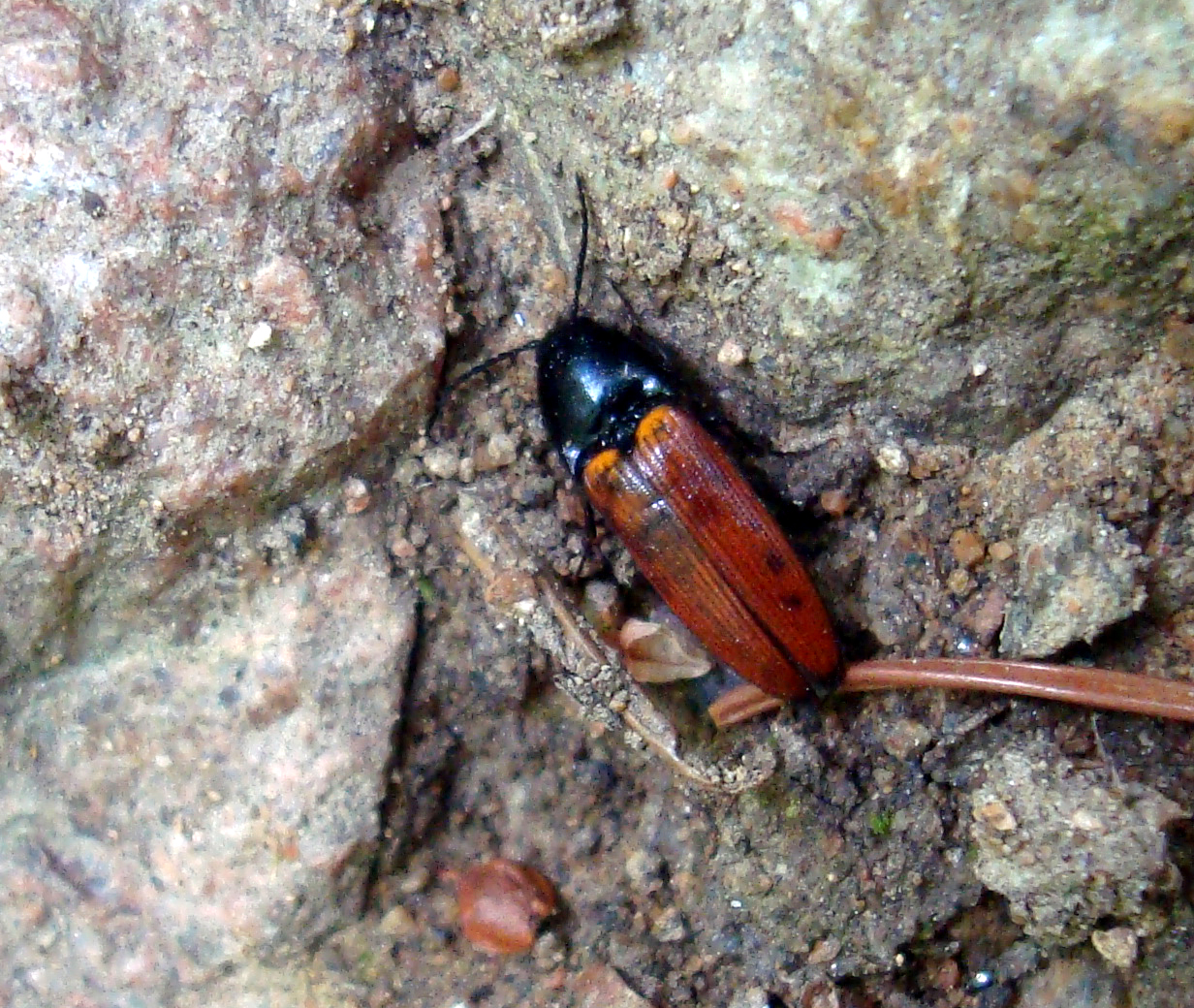